# Tetrazygiopsis stahlii
Tetrazygiopsis stahlii là một loài thực vật có hoa trong họ Mua. Loài này được (Cogn.) Borhidi miêu tả khoa học đầu tiên năm 1983.